# Люк Ашері

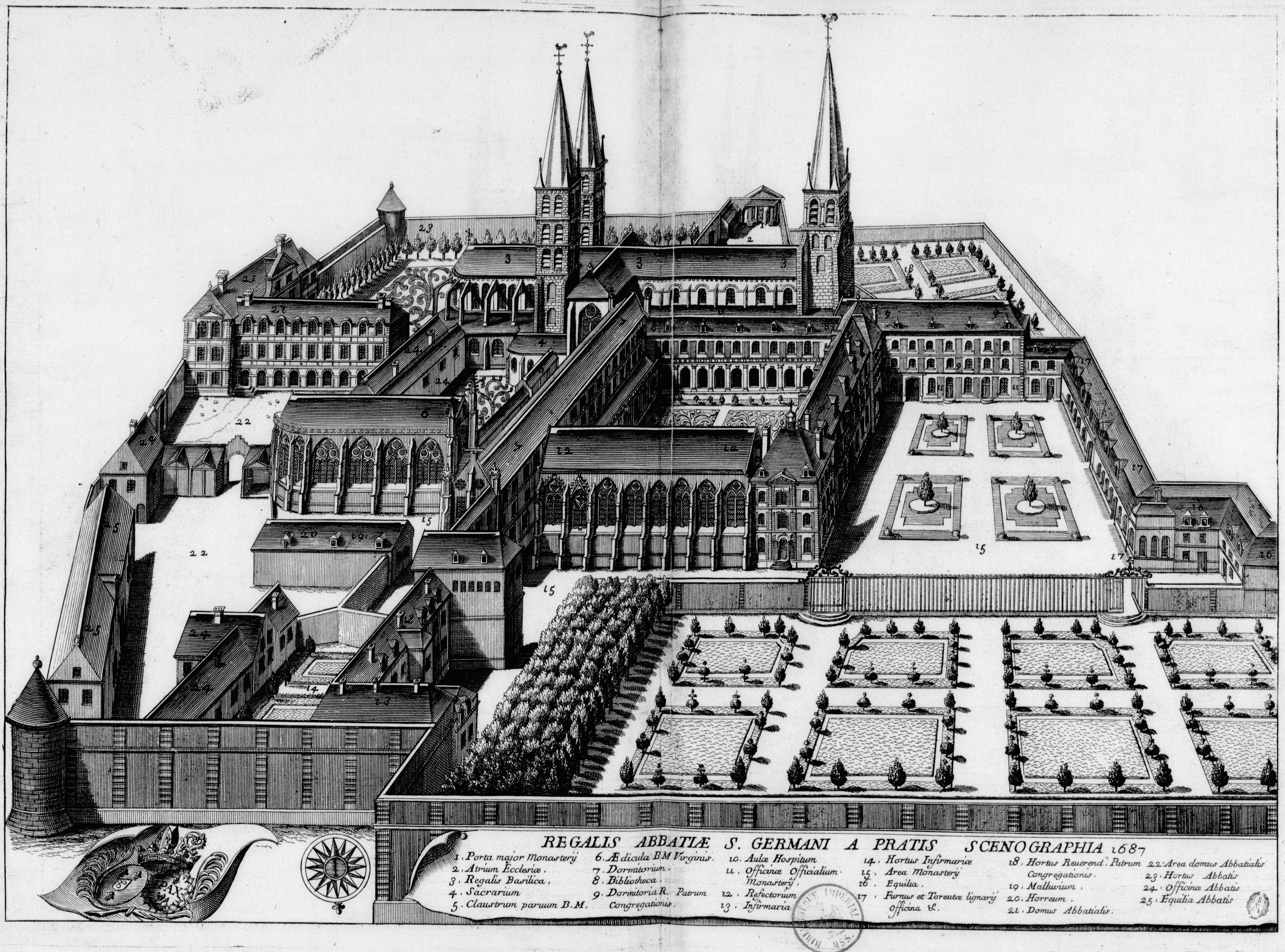
Сен-Жерменське абатство (1687)

Люк д'Ашері́ (фр. Luc d'Achery, 1609, Сен-Кантен — 29 квітня 1685, Париж) — бенедиктинець конгрегації св. Мавра.

## Біографія
Він займав посаду бібліотекара в бібліотеці абатства Сен-Жермен-де-Пре, завів у ній зразковий порядок, збагатив її дорогоцінними рукописами, і зробив безліч чудових видань, поміж іншими: «Праці Ланфранка» (Париж, 1648, in. f.), «Праці Гвіберта Ножанського» (Париж, 1651, in f.), «La Règle des solitaires» (1656) — покажчик аскетичних праць ордена (1648).
Головна його праця: «Spicilegium sive collectio veterum aliquot scriplorum qui in Galliae bibliothecis, maxime Benedictinorum, latuerunt» (13 т., in. f., Париж, 1655—1677). У цьому збірнику вміщено документи, що відносяться переважно до церковної історії. Ашері був співробітником і в складанні відомого збірника, виданого Мабільоном: «Acta sanctorum ordinis S. Benedicti».